# Euodynerus fastidiosus
Euodynerus fastidiosus är en stekelart som först beskrevs av Henri Saussure 1852.  Euodynerus fastidiosus ingår i släktet kamgetingar, och familjen Eumenidae. Inga underarter finns listade i Catalogue of Life.